# Sidorovita
La sidorovita és un mineral de la classe dels elements natius. Rep el nom del geòleg i mineralogista rus Evgeniy Gennadievich Sidorov (1955–2021).

## Característiques
La sidorovita és un aliatge de fórmula química PtFe₃. Va ser aprovada com a espècie vàlida per l'Associació Mineralògica Internacional l'any 2022, i va ser publicada en el mes de setembre de 2023. Cristal·litza en el sistema isomètric.
L'exemplar que va servir per a determinar l'espècie, el que es coneix com a material tipus, es troba conservat a les col·leccions mineralògiques del Museu Canadenc de la Natura, al Quebec (Canadà), amb el número de catàleg: cmnmc 90260.

## Formació i jaciments
Va ser descoberta al placer del riu Snegovaya, a Koriàkia (Krai de Kamtxatka, Rússia), sent aquest l'únic indret de tot el planeta on ha estat descrita aquesta espècie mineral.